# Schloss Ojerzyce

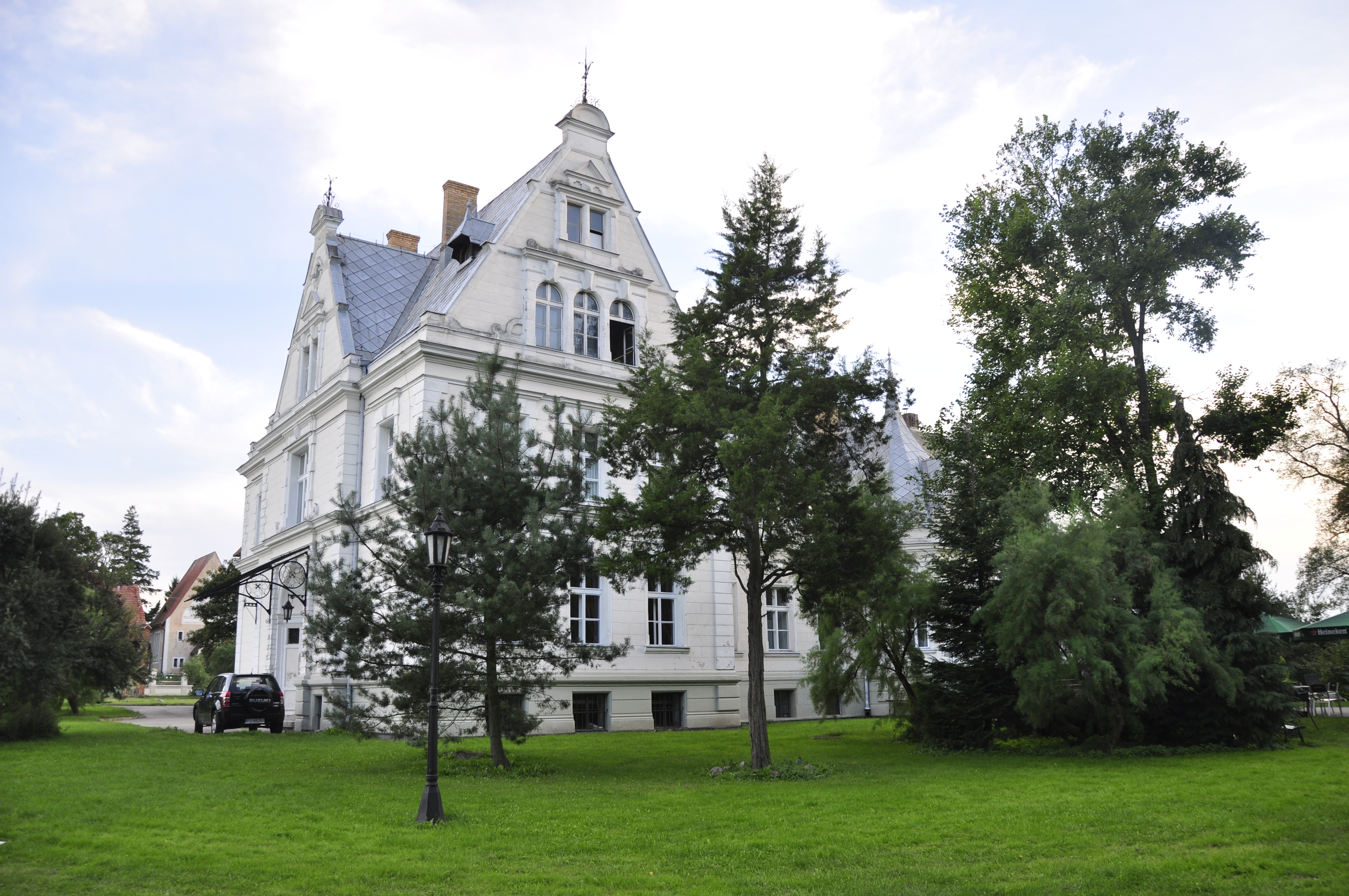
Das heutige „Park-Hotel Clara“ von der Ostseite im Sommer 2010

Schloss Ojerzyce (polnisch Pałac w Ojerzycach) ist das Herrenhaus eines landwirtschaftlichen Betriebes aus der zweiten Hälfte des 19. Jahrhunderts. Es liegt in Ojerzyce (Oggerschütz), einem Dorf, das heute zur Gmina Szczaniec (deutsch: Stentsch) im Powiat Świebodziński (früher: Züllichau-Schwiebus) in der Woiwodschaft Lebus in Polen gehört. Neben dem heute als Hotel genutzten Palast sind der Park sowie die historische und weitgehend ungenutzte, großzügige Gutshofanlage erhalten.

## Geschichte
Erstmals wird das Dorf Oggerschütz (heute Ojerzyce) im Jahre 1416 erwähnt, als es einem Jan von Waldrode (oder: Walderode) gehörte. Vermutlich bestand hier oder in unmittelbarer Nähe aber schon im 13. und 14. Jahrhundert eine Burganlage der Familie Kyau. Von 1450 bis 1675 waren die Besitzer die Familie von Knobelsdorff, die auch die Schlosshauptmänner von Schwiebus stellten. Der Letzte der Familie, der hier lebte, war Siegesmund von Knobelsdorff († 1675); er und seine Frau wurden in  Ojerzyce begraben, ihre Grabplatten befinden sich an der Mauer der dem Gutsanwesen gegenüberliegenden Kirche. Ab 1706 wechselte der Hof häufig den Besitzer: 1706 erwarb ihn Samuel von Kalkreuth, der auch das Gut Wallmersdorf besaß. Im Jahr 1734 fiel er an Max von Schlichting. Ab 1752 gehörte der Gutshof dem Hans Heinrich von Briesen, der auch das Gut in Jehser besaß. Danach erbte es seine Tochter Charlotte. Von 1810 bis 1836 waren ein Herr von Angern bzw. dessen Tochter Beate Charlotte die Eigentümer. Bis zum Jahr 1851 wirtschafteten ein Hauptmann von Rabenau und die Landwehrleutnante Alexander Ewald sowie Hermann Hilscher hier.
Im Jahr 1851 übernahm Hermann-Friedrich Schneider den Besitz. Er erbaute das schlossähnliche Herrenhaus 1855 in seiner heutigen Form, dazu eine Brennerei sowie weitere Häuser und Stallungen. Nach seinem Tod fiel der Besitz an seine Tochter Marie und deren Ehemann Eugen von Schmeling. 1919 wurde Günter von Schmeling Eigentümer. Bis zur Enteignung 1945 waren dann Carola Gräfin von Hahn geb. von Schmeling und ihr Ehemann Friedrich Graf von Hahn die Hof- und Schlossbesitzer.
Bis 1992 war der Besitz Eigentum des polnischen Staates und wurde dann von dem Ehepaar Peter und Renate Ohlig aus Rüdesheim am Rhein erworben. In der Folge wurde das Gebäude zu einem Hotel umgebaut. 1994 wurde das Hotel „Palast Ojerzyce“ eröffnet. Im Jahr 2007 wurde das Haus renoviert und unter dem Namen „Park-Hotel Clara“ neueröffnet.

## Gebäudeensemble
Die gesamte Anlage liegt direkt nördlich an einer Landstraße, die Szczaniec und Kupienino bzw. Wityń verbindet und die hier durch den Ort Ojerzyce führt. Zur Europastraße E30 bei Wityń sind es etwa 5 Kilometer. Gegenüber der Einfahrt zum Palast befindet sich die 1909 an Stelle einer Fachwerkkirche aus dem Jahre 1670 erbaute Kirche der Ortschaft. Neben der Kirche befindet sich ein mittlerweile stillgelegter Kirchfriedhof mit wenigen Gräbern.
Der landwirtschaftliche Besitz des Gutes umfasste rund 400 Hektar Acker und Wiesen. Der heutige Neurenaissance-Palast birgt in sich die Mauern eines älteren Herrenhauses aus dem 17. oder 18. Jahrhundert. Nördlich anschließend an das Gebäude befindet sich der kleine Landschaftspark im englischen Stil aus der ersten Hälfte des 19. Jahrhunderts. Er enthält einen Teich mit hufeisenförmig verlaufenden Grabenausläufern – vermutlich Teil eines früheren Burggrabens. Die Gebäude des Wirtschaftshofes stammen überwiegend aus dem 19. Jahrhundert. Das gesamte Gebäudeensemble steht unter Denkmalschutz.

## Nutzung heute
Das Hotel ist geschlossen. Die Immobilie steht zum Verkauf (Stand Januar 2017).
Das Gebäude beherbergte ein Hotel und ein Restaurant. Neben einer begrenzten Anzahl von Zimmern konnten auch zwei Appartements gebucht werden. Das Restaurant bot regionale Spezialitäten. Hotel und Park konnten für Veranstaltungen gebucht werden. Ein Teil der Gebäude des historischen Gutshofes sind in einem guten Bauzustand, sie werden offensichtlich als Wohnungen und Garagen genutzt. Die ehemaligen Stallungen sind ungenutzt und bedürfen partieller Instandsetzung. Der kleine Park ist gepflegt und kann von den Hotelgästen genutzt werden.

### Bilder vom Palast und Park

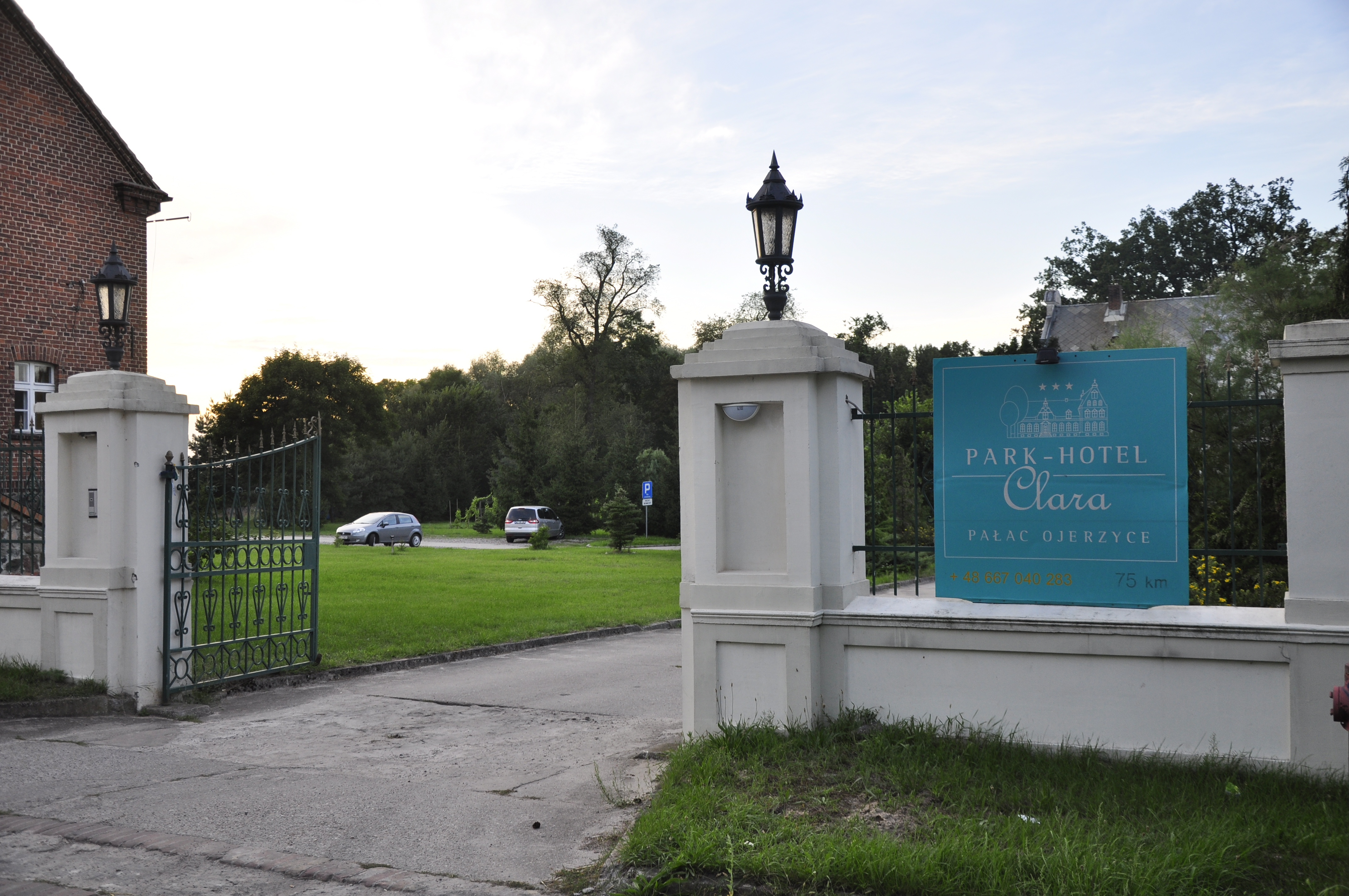
Einfahrt zum Palast
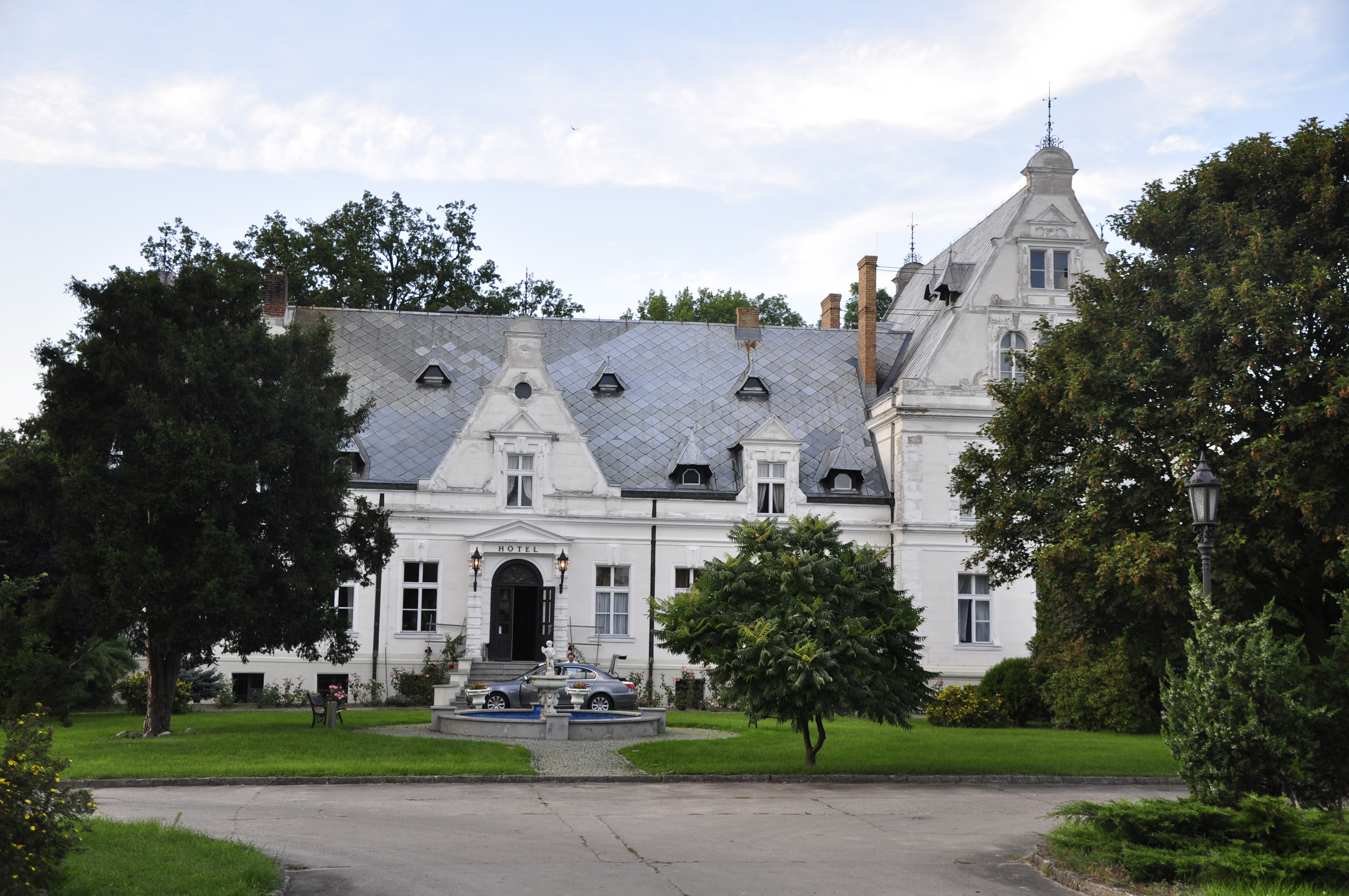
Vorderfront des Palastes (Süden)
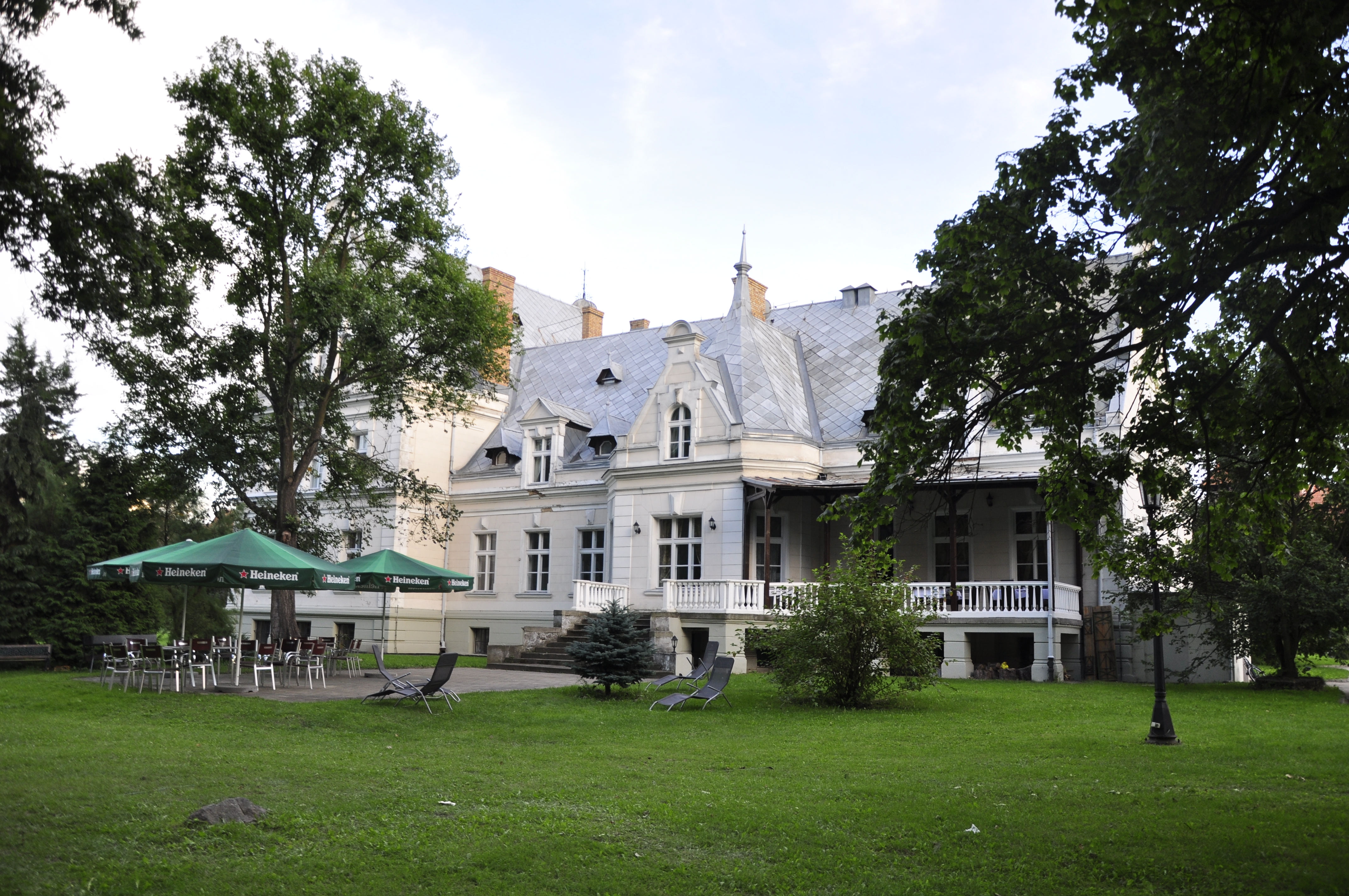
Palast von der Parkseite (Norden)
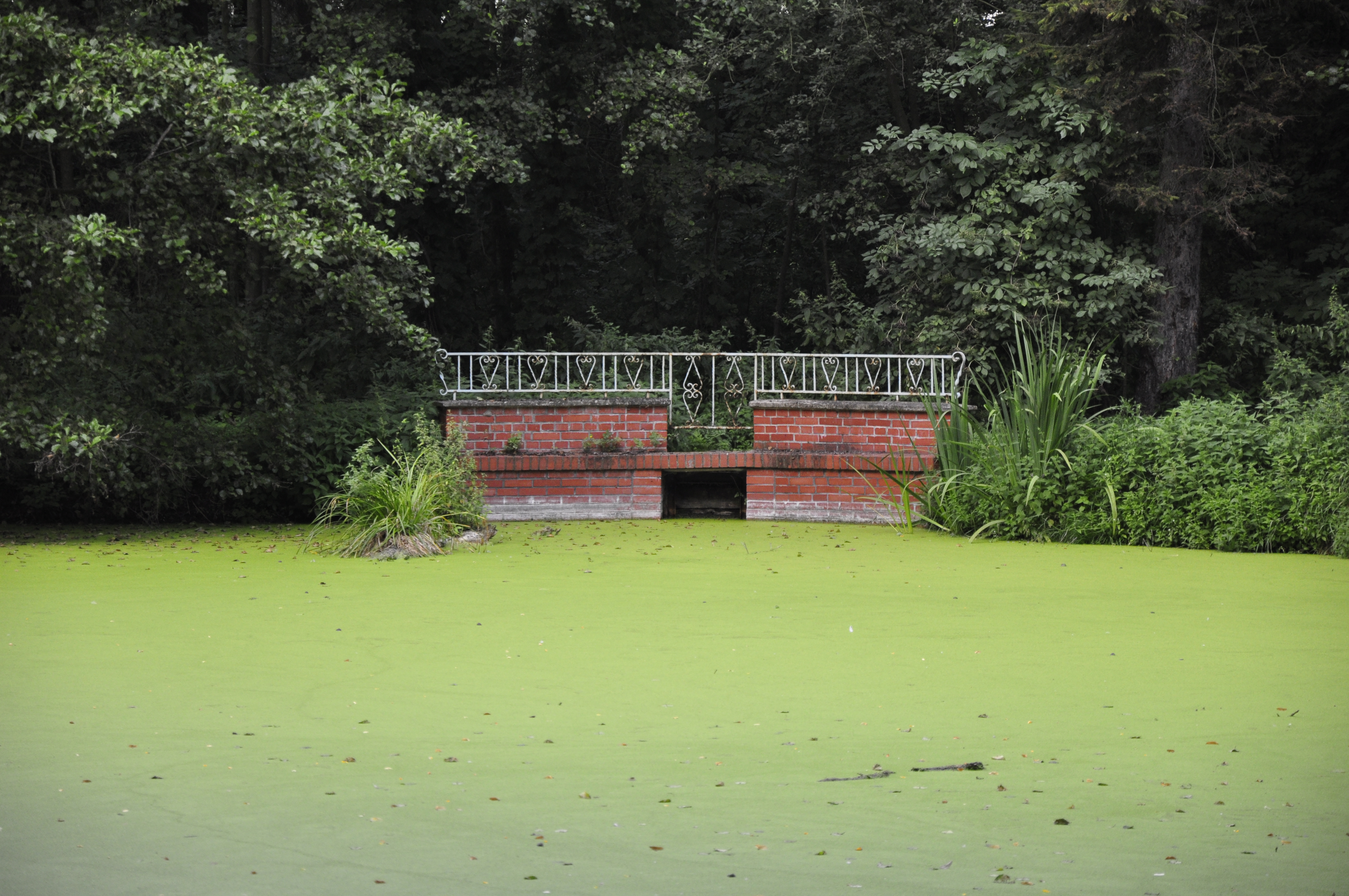
Hufeisenförmiger Teich im Park (vermutlich Rest eines Burggrabens)

### Bilder der historischen Hofanlage

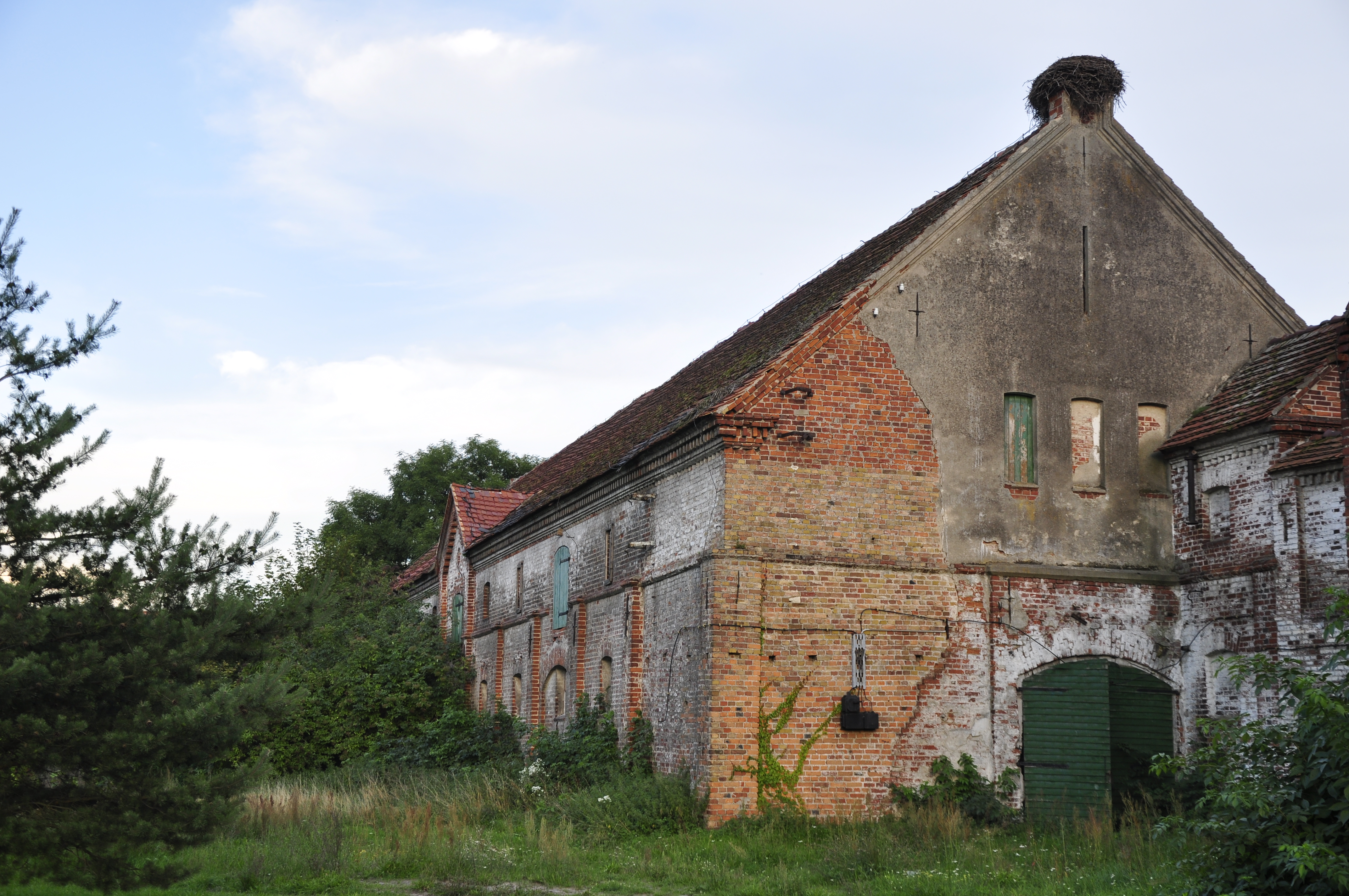
Stallung der historischen Hofanlage
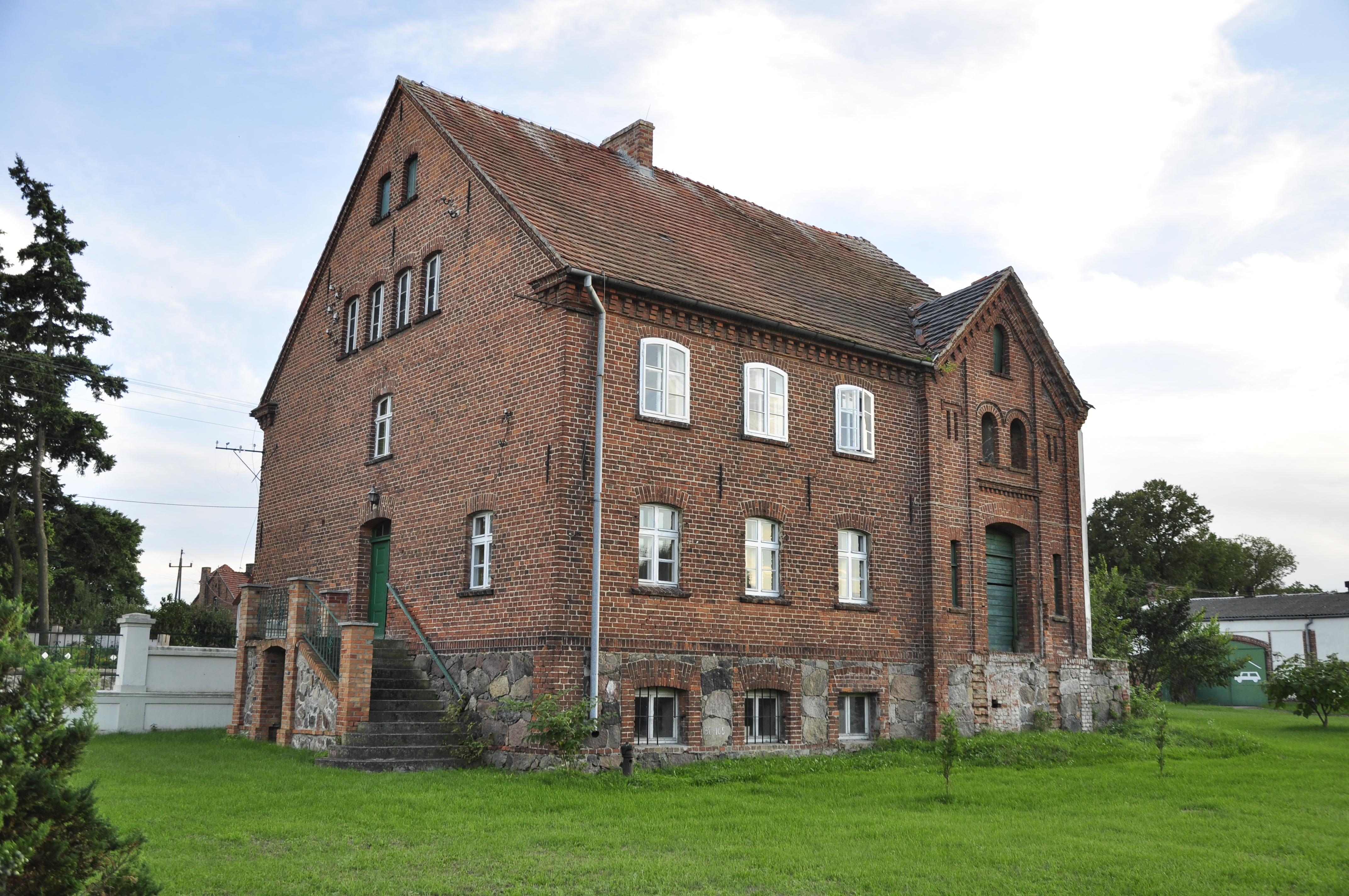
Ehemaliges Verwalterhaus mit Lagerbereich
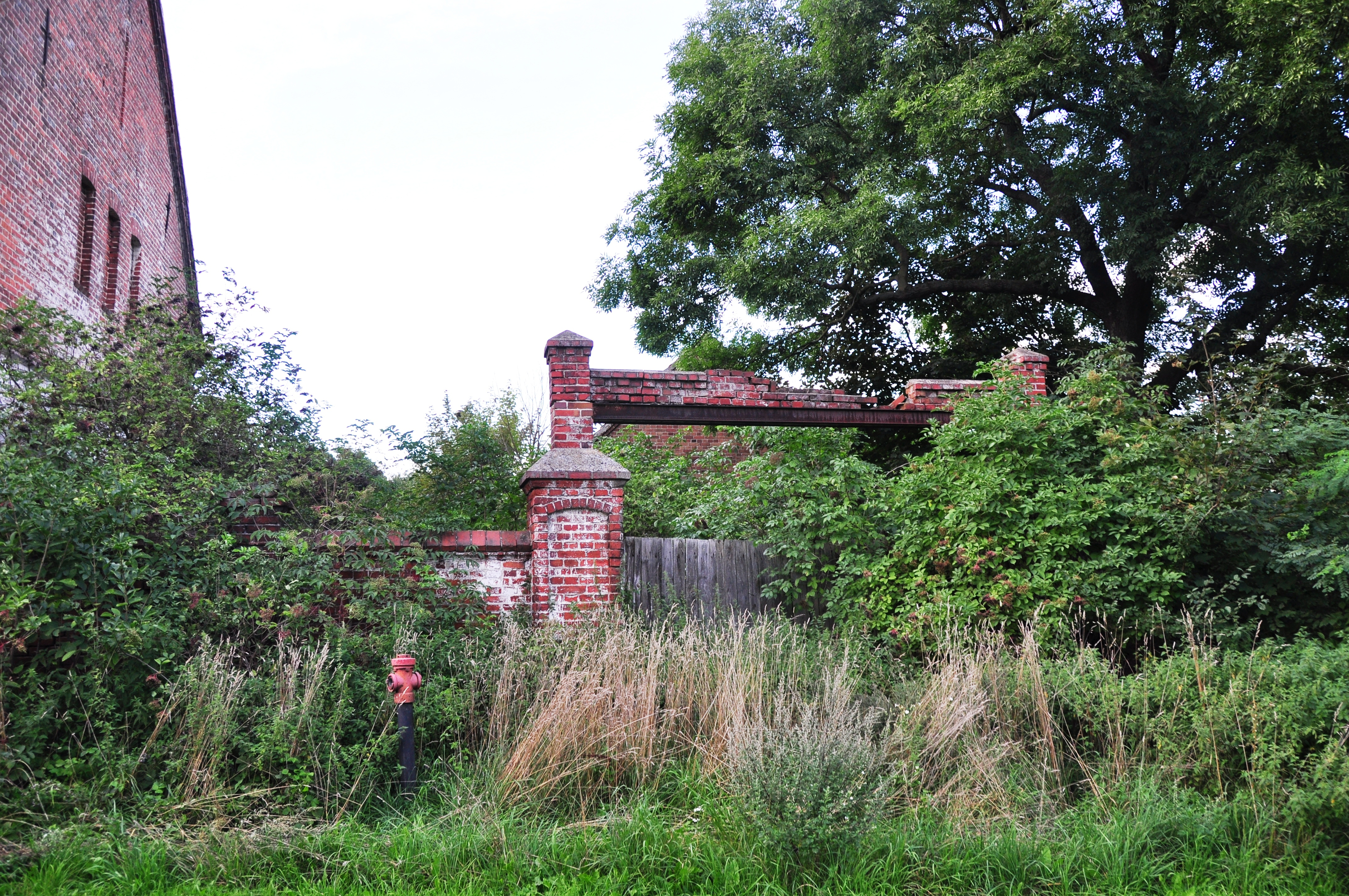
Zugewachsenes Tor zum Wirtschaftshof im Osten der Anlage
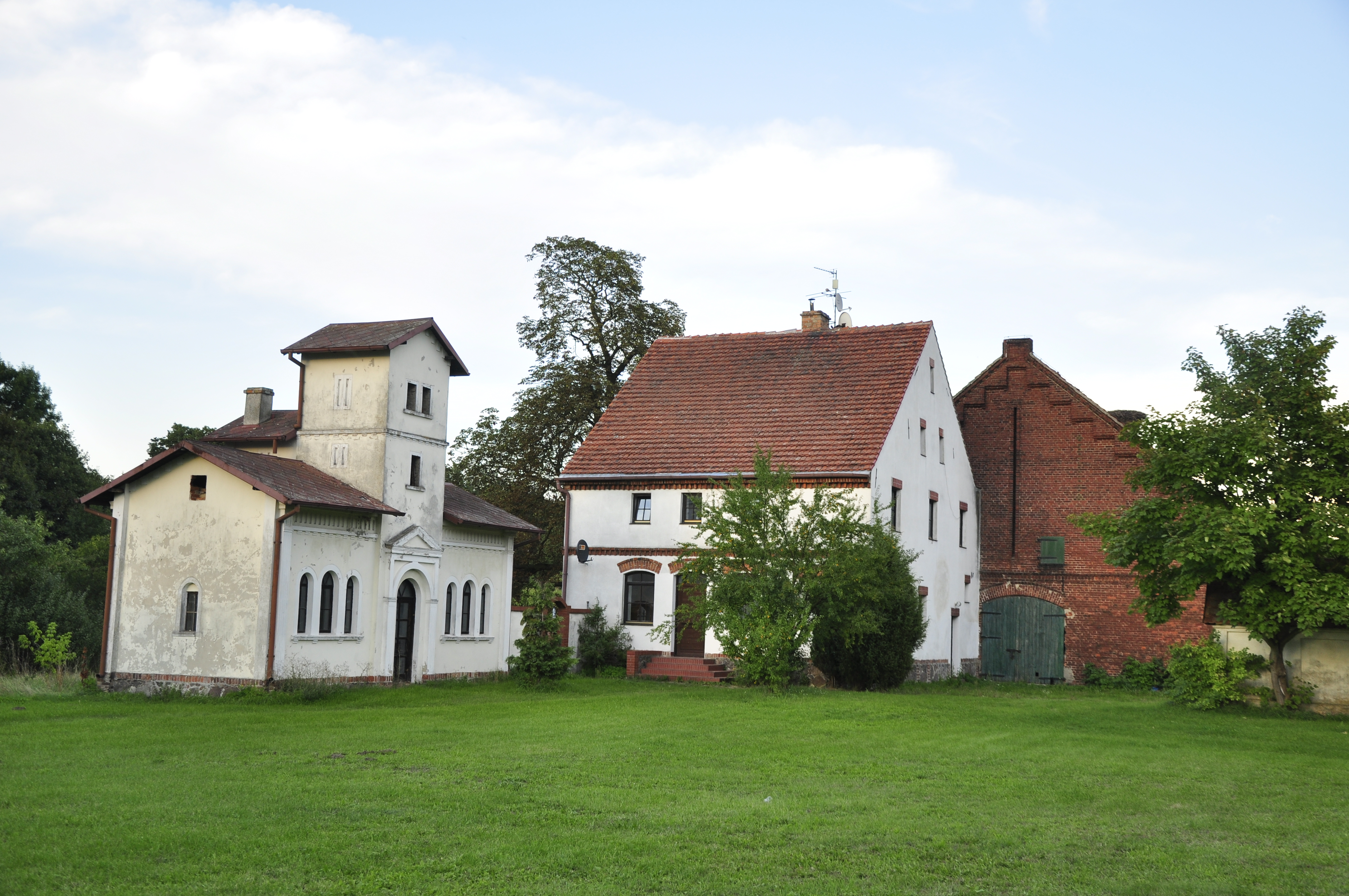
Gebäude des Hofensembles

### Bilder vom Hotel

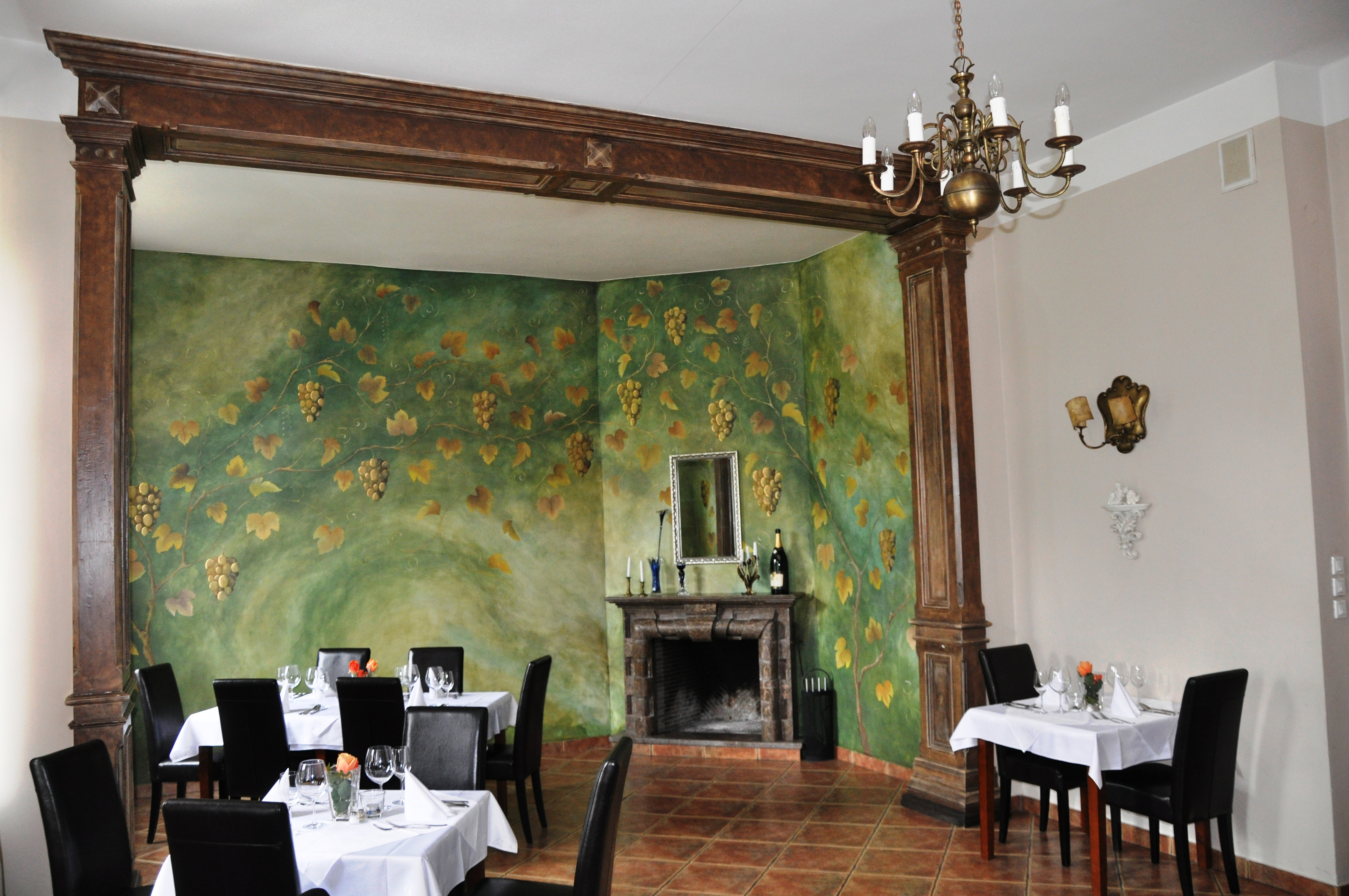
Speisesaal des Hotels
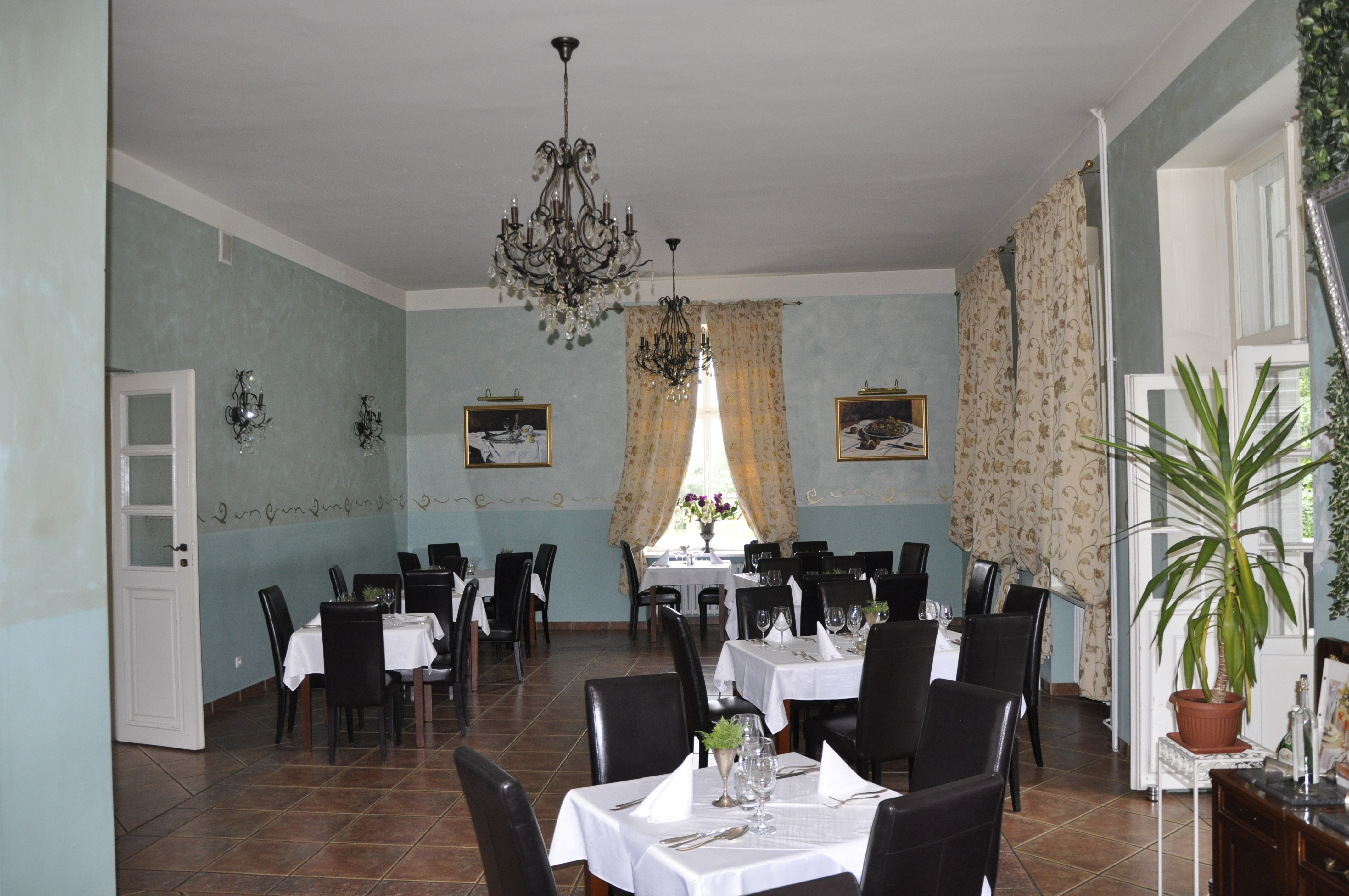
Frühstückszimmer
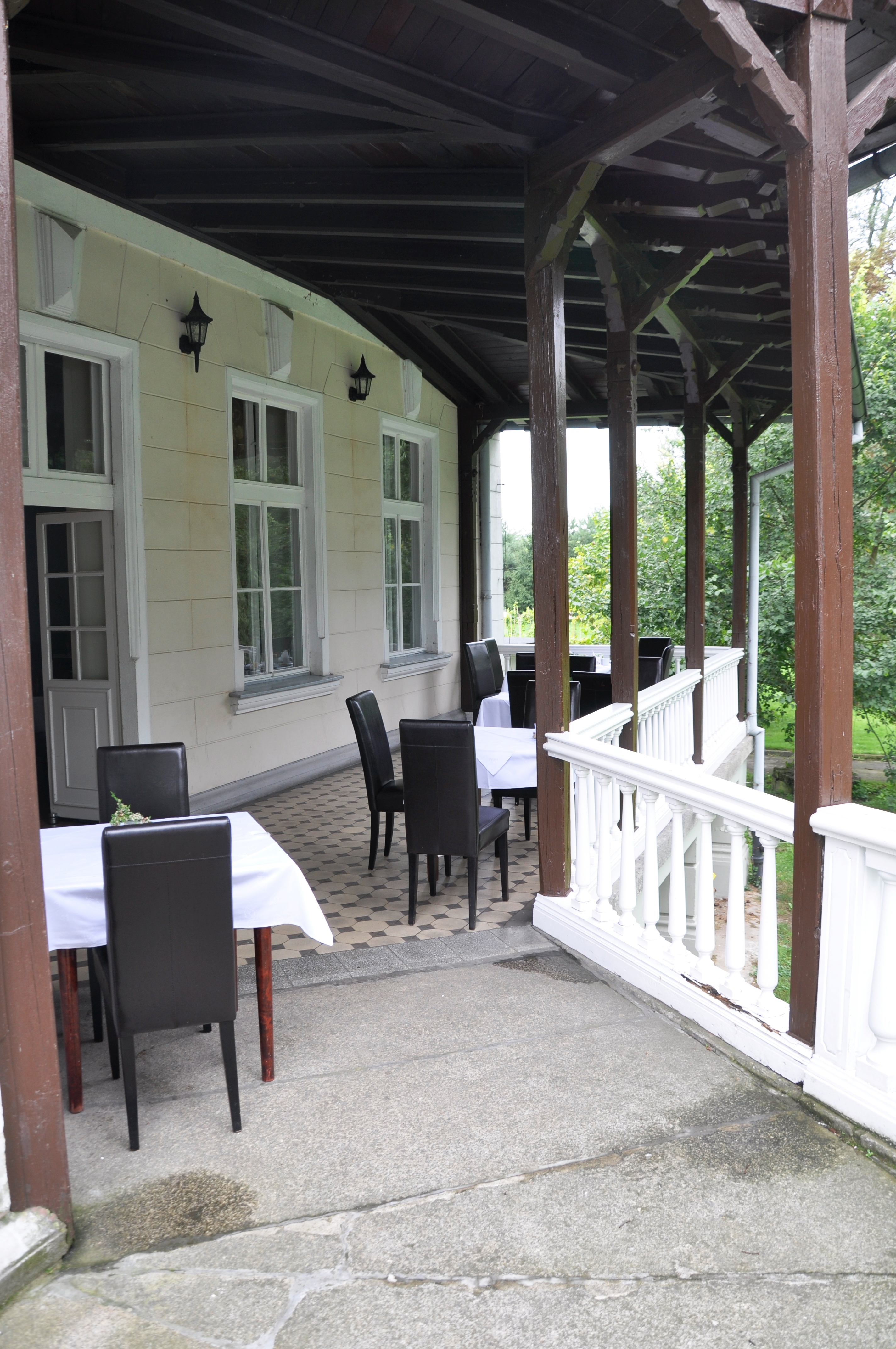
Veranda zum Park
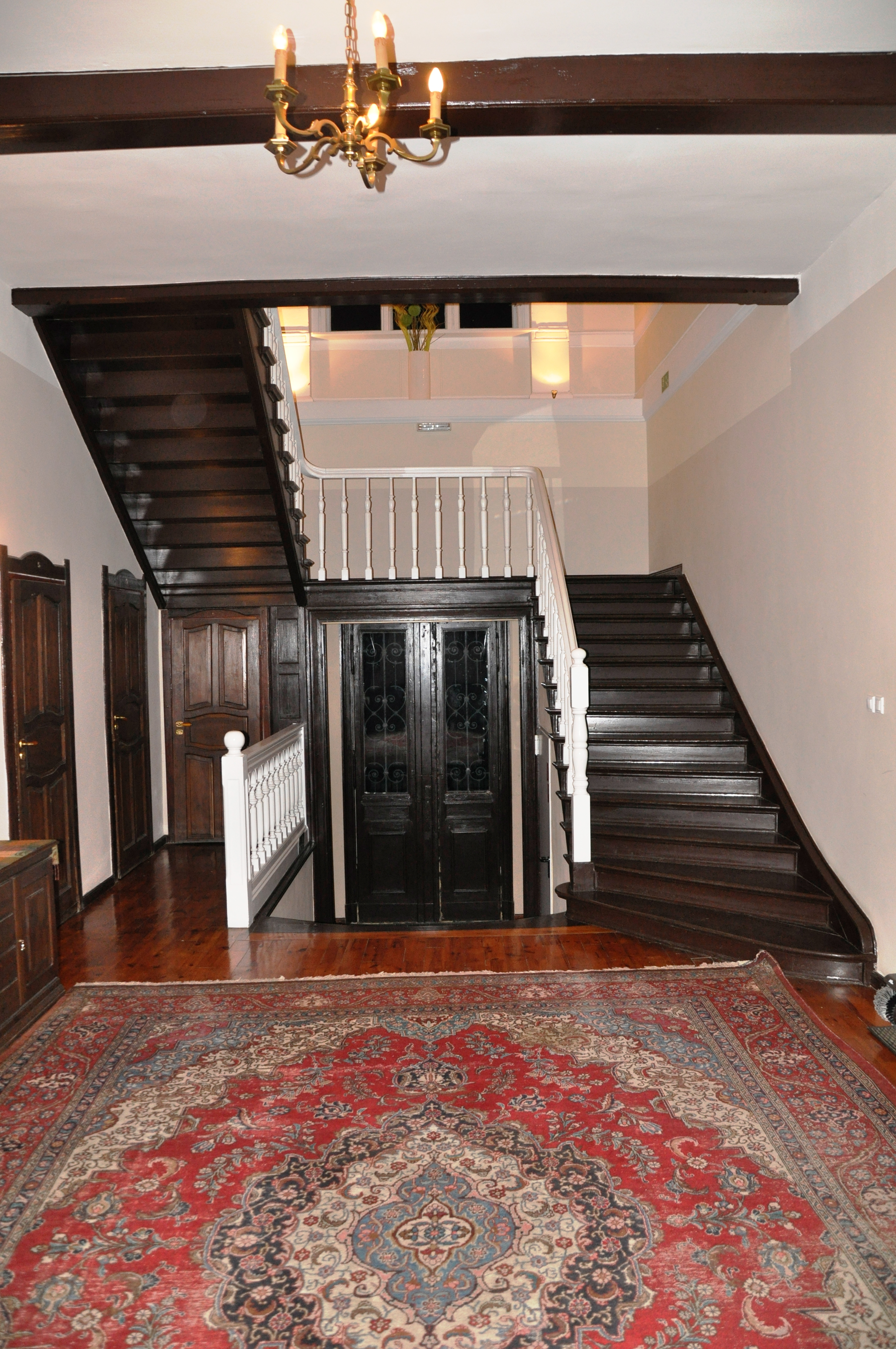
Treppenhaus